# Шавис, Аурелиану
Анто́ниу Аурелиа́ну Ша́вис ди Мендо́нса (порт. Antônio Aureliano Chaves de Mendonça; 13 января 1929, Трес-Понтас, Минас-Жерайс, Бразилия — 30 апреля 2003, Белу-Оризонти, Бразилия) — бразильский государственный и политический деятель, вице-президент Бразилии в 1979—1985 годах.

## Биография
Аурелиану Шавис получил техническое образование, окончив электротехнический университет в Итажубе.
В 1961—1962 и 1963—1967 годах Шавис был депутатом законодательного собрания Минас-Жерайса. В 1962—1963 годах работал директором «Электробраза». В 1966 году был избран федеральным депутатом от Альянса национального возрождения.
С 15 марта 1975 по 5 июля 1978 года Шавис работал губернатором Минас-Жерайса. В 1979 году был избран вице-президентом Бразилии. Временно исполнял обязанности президента в течение 49 дней в 1981 году, когда у президента Жуана Фигейреду случился сердечный приступ.
После окончания военной диктатуры и демократизации общества Шавис работал министром горнорудной промышленности и энергетики Бразилии (1985—1988).
В 1989 году Шавис участвовал в президентских выборах, но потерпел поражение, набрав всего 0,9 % голосов, после чего завершил политическую карьеру.